# Heterostegane tenebrimedia
Heterostegane tenebrimedia är en fjärilsart som beskrevs av Louis Beethoven Prout 1926. Heterostegane tenebrimedia ingår i släktet Heterostegane och familjen mätare. Inga underarter finns listade i Catalogue of Life.